# Пеламуші
Пеламуші (груз. ფელამუში) — грузинський густий кисіль із виноградного соку і кукурудзяного борошна. Зазвичай пеламуші подаються до столу із очищеними горіхами або козинаками. У Грузії пеламуші часто готують на Новий рік, до новорічних свят.
Пеламуші і волоські горіхи — інгредієнти для приготування чурчхели. Для приготування чурчхели подрібнені волоські горіхи надівають на товсту нитку. Нитка із волоськими горіхами опускається в приготовану пеламуші, потім надівається на палку і охолоджується — так отримують Чурчхелу.